# Chthonius ischnocheles
Espèce
Synonymes
- Chelifer ischnochelus Hermann, 1804
- Chelifer trombidioides Latreille, 1804
- Chthonius pennsylvanicus Hagen, 1868
- Chthonius rayi L. Koch, 1873
- Chthonius parvioculatus  Beier, 1930
- Chthonius rhodochelatus reductus  Beier, 1939
- Chthonius tamaninii  Caporiacco, 1952

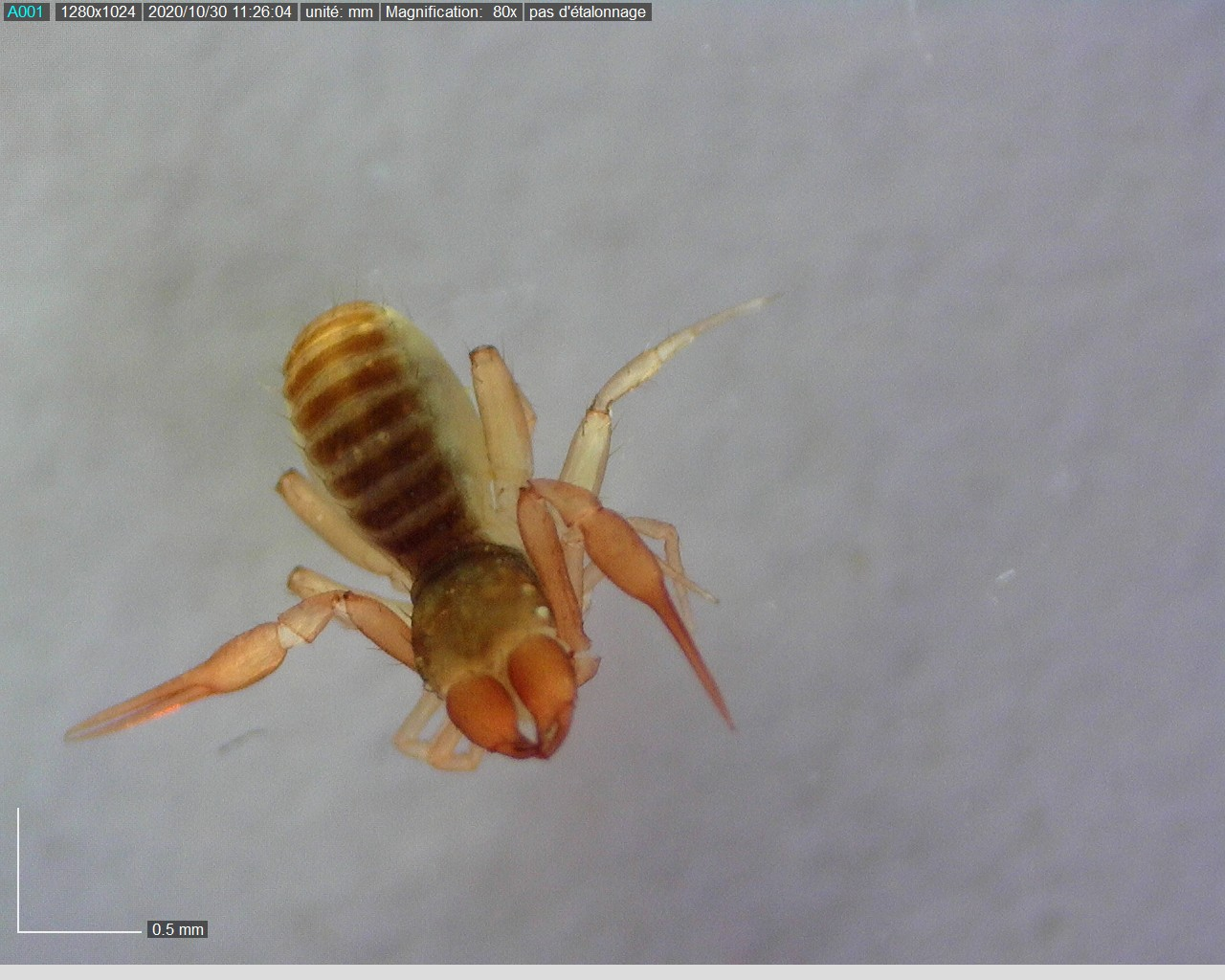

Chthonius ischnocheles est une espèce de pseudoscorpions de la famille des Chthoniidae.

## Distribution
Cette espèce se rencontre en Europe, en Turquie et aux États-Unis.

## Liste des sous-espèces
Selon Pseudoscorpions of the World (version 3.0) :
- Chthonius ischnocheles ischnocheles (Hermann, 1804)
- Chthonius ischnocheles reductus Beier, 1939

## Publications originales
- Hermann, 1804 : Mémoire aptérologique. Strasbourg, p. 1-144 (texte intégral).
- Beier, 1939 : Die Höhlenpseudoscorpione der Balkanhalbinsel. Studien aus dem Gebiete der Allgemeinen Karstforschung, der Wissenschaftlichen Höhlenkunde, der Eiszeitforschung und den Nachbargebieten, vol. 4, p. 1-83.